# De school des levens
De School des Levens is een artikel van Multatuli over het gelijknamige stuk dat in 1863 te Amsterdam gespeeld werd. Het artikel is opgenomen in de Verspreide stukken. Het stuk bevat een hulde aan Laura Ernst, die de hoofdrol erin vervulde.